# Jemeńska Republika Arabska na Letnich Igrzyskach Olimpijskich 1984
Reprezentacja Jemeńskiej Republiki Arabskiej po raz pierwszy na letnich igrzyskach olimpijskich wystąpiła w Los Angeles w 1984 roku, gdzie wystartowało dwóch jemeńskich lekkoatletów. Chorążym ekipy był Ahmed Al-Ozari.

## Wyniki

### Lekkoatletyka
Mężczyźni
Konkurencje biegowe
| Zawodnik       | Konkurencja | Eliminacje         | Eliminacje         | Ćwuierćfinał  | Ćwuierćfinał  | Półfinał      | Półfinał      | Finał         | Finał         |
| Zawodnik       | Konkurencja | Wynik              | Miejsce            | Wynik         | Miejsce       | Wynik         | Miejsce       | Wynik         | Miejsce       |
| -------------- | ----------- | ------------------ | ------------------ | ------------- | ------------- | ------------- | ------------- | ------------- | ------------- |
| Abdul Al-Ghadi | 800 m       | 2:05,90            | 6.                 | Nie awansował | Nie awansował | Nie awansował | Nie awansował | Nie awansował | Nie awansował |
| Ali Al-Ghadi   | 5000 m      | 16:06,58           | 13.                |               |               | Nie awansował | Nie awansował | Nie awansował | Nie awansował |
| Ali Al-Ghadi   | 10 000 m    | Nie ukończył biegu | Nie ukończył biegu |               |               |               |               | Nie awansował | Nie awansował |